# Pietje Bell und das Geheimnis der schwarzen Hand
Pietje Bell und das Geheimnis der schwarzen Hand ist ein niederländischer Jugendfilm der Regisseurin Maria Peters aus dem Jahr 2002. Er ist basiert auf den Pietje-Bell-Büchern von Chris van Abkoude.

## Handlung
Rotterdam in den 1930er Jahren: Der achtjährige Pietje Bell ist der frechste Junge der Stadt, aber er besitzt ein gutes Herz. So bringt er es sogar zu einer eigenen Geschichtenserie mit ihm als Titelhelden in der Zeitung. Zusammen mit seinen Freunden gründet er eine Jugendbande, „Die Schwarze Hand“, und verteilt seine Diebesbeute unter den Bedürftigen. Dann aber erfährt er einen Diebesplan und verhindert diesen. Am Ende wird er als Held der Stadt gefeiert.

## Veröffentlichung
Mit Krümelchen hatte Regisseurin und Drehbuchautorin Maria Peters schon einmal ein Kinderbuch des niederländischen Autors Chris van Abkoude verfilmt, bevor sie sich mit diesem Film van Abkoudes in Holland zu so etwas wie einem Volksmythos avancierter Buchfigur Pietje Bell widmete. In Deutschland kam der Film am 19. Januar 2006 in die Kinos.

## Kritiken
Im Filmdienst wird die „aufwändig und detailverliebt inszenierte Verfilmung eines niederländischen Kinderbuch-Klassikers“ gelobt, welche „jenseits allen modischen Schnickschnacks sympathische Familienunterhaltung bietet.“

## Fortsetzung
Im Jahr 2003 wurde der zweite Teil mit dem Titel Pietje Bell 2 – Die Jagd nach der Zarenkrone veröffentlicht.